# Браун, Кит
Кит Джеффри Браун (англ. Keith Jeffrey Brown, род. 6 мая 1960, Корнер-Брук, Ньюфаундленд, Канада) — канадский хоккеист, защитник.

## Биография
Кит Браун родился 6 мая 1960 года в канадском городе Корнер-Брук.
Играл в хоккей на позиции защитника. Первый в карьере сезон 1976/77 провёл в «Форт-Саскачеван Трейдерз» в юниорской лиге AJHL, провёл 59 матчей, набрал 75 (14+61) очка. По ходу сезона присоединился к юниорской команде «Портленд Уинтер Хокс» в WCHL. В сезоне 1977/78 стал игроком основного состава, сыграл 72 матча, в которых набрал 64 (11+53) очка. В сезоне 1978/79 в WHL показал ещё более впечатляющую статистику — 96 (11+85) очков в 70 матчах.
В 1979 году в составе молодёжной сборной Канады участвовал в чемпионате мира, который проходил в Швеции. Но «кленовые листья» заняли только 5-е место, а Браун в 5 матчах записал на свой счёт 2 голевых передачи.
В 1979 году был выбран клубом НХЛ «Чикаго Блэк Хокс» в 1-м раунде драфта под 7-м номером. При этом на него претендовал и «Бостон Брюинз», который собирался взять его под 8-м номером.
Браун выступал в составе «ястребов» в течение 15 сезонов. За этот период «Чикаго Блэк Хокс» шесть раз выигрывал дивизион, в 1992 году стал победителем конференции, в 1991 году завоевал Президентский трофей. В 1992 году играл в финальной серии Кубка Стэнли, в которой «Чикаго» проиграл «Питтсбург Пингвинз» — 0:4. Ещё четыре раза (в 1982, 1983, 1985 и 1989) «ястребы» играли в полуфинале.
В 1993 году перебрался во «Флориду Пантерз» в обмен на нападающего Дарина Кимбла. В составе «пантер» Браун провёл два последних сезона в НХЛ и завершил карьеру в 1995 году.
За 17 сезонов в НХЛ Браун сыграл 876 матчей и набрал 342 (68+274) очка.